# Monogatari
monogatari（ものがたり）は、ミレニアムプロモーションに所属していた女性アイドルグループ。通称「モノガ」。2018年1月1日にグループ名を原宿物語（はらじゅくものがたり）から現在の名称に改名。2020年2月16日に解散した。

## 概要
2015年に解散したミレニアムガールズの流れをくみ、2016年3月3日に本格的に活動を開始した。MCをほとんど挟まずにノンストップで踊り続けるライブスタンスが特徴。毎週水曜日に行われている定期公演をはじめ、対バン・フェスなどにも数多く出演していた。解散までにシングル12枚、ミニアルバム1枚をリリースしており、恋心を描いた楽曲が多く、ライブでは表情豊かなメンバーたちの姿を見ることができる。2020年2月16日に開催されたライブをもって解散した。

## 略歴
2015年
- 9月10日　「ミレニアムガールズラストライブ『～さよならミレニアムガールズ、こんにちは原宿物語～』LAST LIVE」を 吉祥寺CLUB SEATAで開催[3]。

2016年
- 3月3日　「原宿物語ワンマンLIVE ～2016.3.3 吉祥寺の変～」を 吉祥寺CLUB SEATA で開催。「起」「承」「転」「結」の4つのチームから構成され、全体のリーダーは福本、副リーダーは歌代。当時は20名以上のメンバーが在籍していた[4]。また同日、シングル「超悪女子」リリース。
- 6月　原宿物語 第1章完結、第2章突入。現在のグループ組成に近いかたちとなる。
- 7月20日　グループ内に2つのユニット、「原宿物語～Pray*uS～」（プレイアス）「原宿物語～Clo†h～」（クロス）が誕生。全体のリーダーは福本、副リーダーは青空・香山。また同日、シングル「PARTY ANIMALS」「WE are ONE」「WIN the STAR」3枚同時リリース。
- 9月10日　「愛踊祭2016～国民的アニメソング カバーコンテスト」の決勝が東京ドームシティーホールで開催される。Web予選、エリア代表戦を勝ち抜き、関東Bブロック代表としてパフォーマンスを行う。

2017年
- 1月11日　シングル「心拍1メートル」リリース。
- 3月15日　ミニアルバム「三千世界」リリース。
- 4月　原宿物語 第2章完結、第3章突入。第2章不参加の立石が復帰。
- 4月6日　「原宿物語～代表選抜チーム～」が結成され、グループプロモーションの先頭に立つ。メンバーは香山・福本・柊・倉澤・工藤。
- 7月5日　シングル「Red Rain ～啞火イ雨～」リリース。
- 7月9日　「アイドル横丁夏まつり!!～2017～」に8日に引き続き参加。「夢見てる15歳 コラボ」に倉澤・歌代・青空・竹内・丸海・芹川が参加。スマイレージの「夢見る 15歳」を他グループのメンバーとともに披露。
- 8月30日　シングル「Summer Boom!」配信リリース。
- 9月6日　初の東名阪ツアー「世界の前の！全国の前の！Step by Step！」の開催を発表。
- 9月12日　シングル「MONOGATARI」リリース。WACKを手がける松隈ケンタと渡辺淳之介のプロデュース楽曲。
- 11月11日　「メンバーと行く、わくわく！秋のモノガバスツアー！」開催。会場はマザー牧場。

2018年
- 1月8日　「monogatari お披露目式ワンマンLIVE Vol.1 ～Re:born～」を 白金高輪 SELENE b2 で開催。新曲２曲を初披露、同曲の3月リリースを発表。また、初の五大都市ツアー「monogatari ”無料”五大都市ワンマンツアー2018 ～え?モノガってヤバくね!?～」の開催も発表。[5]
- 2月9日　都合により、竹内の2月中の「monogatari」全イベントへの出演・活動休止を発表。
- 3月4日　公式サイトにて、竹内の脱退を発表。
- 3月27日　シングル「Re:born」リリース。カップリングに「Find ME」を収録。同日行われたリリースイベントでは、ミュージックビデオがサプライズ披露された。
- 6月1日　「monogatari ”無料”五大都市ワンマンツアー2018 ～え?モノガってヤバくね!?～」ファイナル東京公演を 渋谷 WWW X で開催。新曲を初披露、同曲の8月リリースを発表。また、2マンライブ「monogatari ツーマン企画「DOUBLE IMPACT」Presented by FIFTY-FIFTY inc.」の開催も発表[6]。
- 8月7日　シングル「もう一回君に好きと言えない」リリース。２作目となる、松隈ケンタと渡辺淳之介のプロデュース楽曲。また同日、ミュージックビデオを公開。
- 8月12日　体調不良のため、4月下旬より活動を休止していた丸海が復帰。翌日、日本武道館にて行われた武道館アイドル博2018から活動を再開。当面は、特典会のみに活動を制限。
- 9月12日　学業専念のため、同日開催された定期公演をもって、立石が一時的に活動を休止。
- 10月7日　DORAMAcafe 池袋店にて、期間限定のコラボカフェ「monoga cafe」をプレオープン。10月11日より毎週木曜日夜にオープン。
- 10月13日　芸能活動に対する本人の意識・コンディション管理の欠如を理由に、同日、AKIBAカルチャーズ劇場にて開催された出張版の定期公演をもって芹川が卒業。

2019年
- 1月18日　「#モノガ定期公演出張拡大版 ～monogatari １周年記念LIVE～」を 新宿ReNY で開催。新曲を初披露、同曲の2月リリースを発表。また、初のアジアツアー「monogatari 1000 sational tour 2019」の開催も発表[7]。また同日より、特典会のみに活動を制限していた丸海がステージに復帰。
- 2月26日　シングル「my way」リリース。
- 6月5日　毎週水曜日に行われている定期公演について、7月以降の会場が変更。今まで開催されていた S.U.B TOKYO（中野坂上） に加えて、 AKIBAカルチャーズ劇場（秋葉原） でも行われるようになる。
- 7月21日　「monogatari 1000 sational tour 2019」東京 FINAL 公演を SHIBUYA CLUB QUATTRO で開催。新曲を初披露、同曲の近日リリースを発表。また、2DAYSコンサート「アラタナカタチ」の開催・ベストアルバムの発売も発表。
- 8月6日　学業と monogatari との両立が困難と判断したことを理由に、9月4日の卒業公演をもっての歌代の卒業を発表。
- 9月4日　歌代ミク卒業公演 を AKIBAカルチャーズ劇場 にて開催。この日をもって歌代が卒業。翌日以降も事務所には所属し、個人での活動を継続。
- 10月12日　11月6日の卒業公演をもっての香山の卒業・芸能界引退を発表。
- 11月6日　香山あむ卒業公演 を AKIBAカルチャーズ劇場 にて開催。この日をもって香山が卒業、ならびに芸能界引退。

2020年
- 1月1日　同年2月16日開催のライブをもって解散することを発表[2]。
- 2月16日　AKIBAカルチャーズ劇場で開催されたライブをもって解散[2]。

## メンバー
| メンバー名                      | ニックネーム           | 色 | 色                 | 生年月日               | 血液型 | 身長  | 出身地 | 備考                                                                                               |
| ------------------------------- | ---------------------- | -- | ------------------ | ---------------------- | ------ | ----- | ------ | -------------------------------------------------------------------------------------------------- |
| 福本カレン （ふくもと かれん）  | カレン、カレンてん     |    | 黒                 | 2000年7月10日（25歳）  | A型    | 155cm | 東京   | リーダー 解散後iLiFE!に加入（空詩かれん名義）                                                      |
| 西銘 紗英 （にしめ さえ）       | にしめ                 |    | 青                 | 2001年1月23日（24歳）  | A型    | 154cm | 神奈川 | |
| 工藤 茶南 （くどう てぃな）     | てなてん、てぃーてぃー |    | ネイビー           | 2001年5月8日（24歳）   | A型    | 148cm | 東京   | 解散後、星野ティナ名義でキャバクラにて勤務。のちにDARK IDOLオーディションに合格、Toi Toi Toiに加入 |
| 倉澤 遥 （くらさわ はるか）     | はるる                 |    | オレンジ           | 2001年10月7日（23歳）  | B型    | 148cm | 沖縄   | 解散後Non¬Fiction（現・のんふぃく!）に加入（恋星はるか名義）                                       |
| 青空 明日香 （あおぞら あすか） | あすりん、青空さん     |    | 水色               | 2001年12月19日（23歳） | B型    | 164cm | 埼玉   | |
| 丸海 留希 （まるみ るき）       | るっきー               |    | ショッキングピンク | 2001年12月24日（23歳） | O型    | 157cm | 神奈川 | |
| 柊 宇咲 （ひいらぎ うさ）       | うーさ、うーたん       |    | 紫                 | 2003年4月27日（22歳）  | ？     | 157cm | 神奈川 | 解散後＃ババババンビに加入（宇咲名義）                                                             |
| 立石 梨礼 （たていし りら）     | りらら                 |    | 白                 | 2003年5月27日（22歳）  | O型    | 159cm | 栃木   | 活動休止中                                                                                         |
| 児玉 のんの （こだま のんの）   | のんのん               |    | ライトピンク       | 2003年6月3日（22歳）   | AB型   | 164cm | 東京   | |

解散時には以上の9人体制で活動していた。
なお、かつて所属していたメンバーは以下のとおり。
| メンバー名                    | ニックネーム         | 色 | 色 | 生年月日              | 血液型 | 身長  | 出身地 | 備考                                                          |
| ----------------------------- | -------------------- | -- | -- | --------------------- | ------ | ----- | ------ | ------------------------------------------------------------- |
| 香山 あむ （かやま あむ）     | あむむ               |    | 赤 | 2001年1月30日（24歳） | O型    | 158cm | 埼玉   | 2019年11月6日付で卒業 解散後のんふぃく!に加入（香月あむ名義） |
| 歌代 ミク （うたしろ みく）   | みくちゃ             |    | 緑 | 2002年1月12日（23歳） | O型    | 159cm | 千葉   | 2019年9月4日付で卒業                                          |
| 芹川 梨咲 （せりかわ りさ）   | りさっち             |    | 灰 | 2002年1月2日（23歳）  | O型    | 155cm | 千葉   | 2018年10月13日付で脱退                                        |
| 竹内 己夏 （たけうち こなつ） | ココナッツ、こなこな |    | 黄 | 2001年8月13日（23歳） | O型    | 158cm | 大阪   | 2018年3月4日付で脱退                                          |

また、スピンオフユニットが複数ある。
- 「U-NO」（柊・児玉）
- 「チ～かまんべ～る」（香山・福本・青空・竹内）
- 「ばるす」（丸海・倉澤・立石）

## 作品

### シングル
| リリース日     | タイトル                   | リリース名義         | 作詞                     | 作曲              | 公式動画      | 備考 |
| -------------- | -------------------------- | -------------------- | ------------------------ | ----------------- | ------------- | --- |
| 2016年 3月3日  | 超悪女子                   | 原宿物語             | KIRIA                    | フランク重虎      |               | |
| 2016年 7月20日 | PARTY ANIMALS              | 原宿物語             | 大門弥生                 | 大門弥生          | [ 13 ]        | |
| 2016年 7月20日 | WE are ONE                 | 原宿物語～Clo†h～    | DAICHI YOKOTA            | DAICHI YOKOTA     | [ 14 ]        | 香山（リーダー）・西銘（副リーダー）・歌代・竹内・福本 が参加                                           |
| 2016年 7月20日 | WIN the STAR               | 原宿物語～Pray＊uS～ | DAICHI YOKOTA            | DAICHI YOKOTA     | [ 15 ]        | 青空（リーダー）・丸海（副リーダー）・柊・児玉・倉澤・工藤・芹川 が参加                                 |
| 2017年 1月11日 | 心拍1メートル              | 原宿物語～Pray＊uS～ | にこら、Demie Kamimura   | 東 ゆうや         |               | 青空（リーダー）・丸海（副リーダー）・柊・児玉・倉澤・工藤・芹川 が参加                                 |
| 2017年 7月5日  | Red Rain ～啞火イ雨～      | 原宿物語             | DAICHI YOKOTA            | DAICHI YOKOTA     |               | |
| 2017年 8月30日 | Summer Boom!               | 原宿物語             | 大門弥生                 | 大門弥生          |               | 配信シングル                                                                                            |
| 2017年 9月12日 | MONOGATARI                 | 原宿物語             | 松隈ケンタ、JxSxK、Beeee | 松隈ケンタ        | [ 16 ]        | 初の全国流通盤 規格品番：MLPR-0001 オリコンデイリーチャート4位（9月11日付）                             |
| 2018年 3月27日 | Re:born                    | monogatari           | MULES                    | MULES             | [ 17 ]        | （c/w：Find ME、DAICHI YOKOTA 作詞・作曲） 規格品番：MLPR-0002 オリコンデイリーチャート2位（3月26日付） |
| 2018年 8月7日  | もう一回君に好きと言えない | monogatari           | 松隈ケンタ、JxSxK        | 松隈ケンタ、JxSxK | [ 18 ] [ 19 ] | 規格品番：MLPR-0003 オリコンデイリーチャート2位（8月6日付）                                             |
| 2019年 2月26日 | my way                     | monogatari           | DAICHI YOKOTA            | DAICHI YOKOTA     |               | 規格品番：MLPR-0004 オリコンデイリーチャート2位（2月25日付）                                            |
| 2019年 9月25日 | for Me                     | monogatari           | 松隈ケンタ、JxSxK        | 松隈ケンタ、JxSxK |               | M∞Card（エムカード）での販売 （ミュージック・カード形式）                                               |

### ミニアルバム
| #  | タイトル              | 作詞          | 作曲          | 備考             |
| -- | --------------------- | ------------- | ------------- | ---------------- |
| 1. | Overture for 三千世界 | -             | charo         | ボーナストラック |
| 2. | 瞳を覗いて            | DAICHI YOKOTA | DAICHI YOKOTA | 公式動画あり     |
| 3. | 超悪女子              | KIRIA         | フランク重虎  |                  |
| 4. | ＃ノイジーガール      | フランク重虎  | フランク重虎  |                  |
| 5. | be the ONE            | T.I           | T.I           |                  |
| 6. | Don't touch me        | KIRIA         | フランク重虎  |                  |
| 7. | KISS MY GIRLS         | にこら        | 東 ゆうや     |                  |
| 8. | 魔法を解かないで      | 大門弥生      | 大門弥生      |                  |
| 9. | ANIMAL KISS           | にこら        | 東 ゆうや     |                  |

### コンピレーション・アルバムへの参加
- 2016年 10月15日 発売 「EXA IDOL COMPLEX〜Super duper!」

　（各アイドルグループがavex所属のアーティストの楽曲をカバーしたもの。原宿物語名義でTRFのCRAZY GONNA CRAZYをカバーしている。）

### DVD
- 2016年 5月4日 発売 「2016.3.3 吉祥寺の変 -LIVE ドキュメンタリーDVD-」[21]

### 未リリース曲
リリースされていないオリジナル楽曲は以下のとおり。
なお、この他にも多くの楽曲において、リリース時の音源にアレンジが加えられており、バリエーションは多岐にわたる。
- Step by Step[23]　globeのメンバー、マーク・パンサーのプロデュース楽曲。
- I Love You　福本カレンのオリジナルソング。
- 瞳を覗いて(バラードver.)
- ノイジーガール 超騒ver

### カバー楽曲
monogatariの特徴として、さまざまな楽曲をアレンジし、カバーすることがあげられる。以下はその一例である。
- 君の瞳に恋してる(Can't Take My Eyes Off You) / フランキー・ヴァリ、1967年
- 学園天国 / フィンガー5、1974年
- ダンシング・クイーン(Dancing Queen) / ABBA、1976年
- 恋しさと せつなさと 心強さと / 篠原涼子、1994年
- Can't Stop Fallin' in Love / globe、1996年
- ミニモニ。ジャンケンぴょん! / ミニモニ。、2001年
- 366日 / HY、2008年
- TRFメドレー
  - EZ DO DANCE
  - survival dAnce 〜no no cry more〜
  - BOY MEETS GIRL
  - ｍasquerade
  - 寒い夜だから…
  - CRAZY GONNA CRAZY

これに加え、原宿物語の前身であるミレニアムガールズ時代からカバーしていたアイドルソングがある。以下はその一例である。
- Shooting☆Tar / Toki☆Doki、2012年
- 教室サバイバル / DokiDoki☆ドリームキャンパス、2012年
- HAPPY×ハッピ×HAPPY / DokiDoki☆ドリームキャンパス、2012年
- Breakin’ through / 夢本エレナ